# Federico Sossi
Federico Sossi (Brescia, 3 ottobre 1983) è un rugbista a 15 italiano, tre quarti ala.

## Biografia
Cresciuto sportivamente nelle file del Botticino, a 18 anni passa al Calvisano, con cui ha conquistato tre titoli di Campione d'Italia e due Coppe Italia, di cui la seconda nella nuova formula denominata Trofeo Eccellenza dal 2010.

## Palmarès
- Campionati italiani: 3
Calvisano: 2004-05, 2007-08, 2011-12
- Coppe Italia: 1
Calvisano: 2003-04
- Trofei Eccellenza : 1
Calvisano: 2011-12